# Tabacznik (województwo pomorskie)
Tabacznik – osada wsi Kębłowo w Polsce położona w województwie pomorskim, w powiecie wejherowskim, w gminie Luzino.